# Emigrate
Emigrate ist eine multinationale Metal-Band, die vom deutschen Gitarristen Richard Kruspe, Mitbegründer von Rammstein, gegründet wurde.

## Bandgeschichte
Emigrate begann als ein Nebenprojekt Kruspes 2005, während Rammstein eine mehrjährige Pause einlegte. Am 5. September 2006 wurde Empfängern des Rammstein.de-Newsletters eine Einladung zum Emigrate-Newsletter gesendet und damit auch die Möglichkeit gegeben, den Song Wake Up herunterzuladen. Später wurden weitere Song-Ausschnitte auf der Emigrate-Website zum kostenlosen Herunterladen angeboten: My World, Babe und Temptation. In einer Abstimmung stellte sich heraus, dass Babe von vielen Fans als der beste Song empfunden wurde. Seit dem 29. November 2006 konnten Empfänger des Emigrate-Newsletters Babe vollständig herunterladen, am 21. Mai 2007 folgte My World.
Am 31. August 2007 erschien das selbstbetitelte Debütalbum Emigrate. Das Stück My World ist auf dem Soundtrack zu Resident Evil: Extinction vertreten. Zu den Stücken New York City und My World wurden Videos veröffentlicht. Sowohl bei iTunes als auch bei Spotify wird der Titel Help Me nicht angeboten.
Anfang November 2014, ebenfalls während einer Rammstein-Pause, erschien das zweite Album, Silent So Long. Auf den elf neuen Stücken des Albums sind viele Gastsänger zu hören, darunter unter anderen Lemmy Kilmister, Marilyn Manson sowie Jonathan Davis.
Die erste Singleauskopplung aus dem Album hieß Eat you Alive und erschien Ende Oktober 2014; Gastinterpret im Lied sowie im Musikvideo ist Seeed-Frontmann Dellé. Neben der auch vom Album bekannten Fassung, erschien auf der Single auch ein Hounds Remix von Eat You Alive.
In einem Interview im November 2014 mit Krone.at gab Kruspe bekannt, dass ein drittes Album fast fertig sei und 2015 finalisiert werden solle.
In einem Facebook-Post auf der offiziellen Seite von Emigrate konkretisierte Kruspe im Februar 2015 diese Angaben. Demnach wird das Album im März komplettiert, im April gemischt und sollte im September 2015 erscheinen. Dies verzögerte sich allerdings weiter.
Im Interview mit dem Magazin Metal Hammer sagte Kruspe im Juni 2017, dass das dritte Emigrate-Album bereits seit zweieinhalb Jahren fertig sei. Er warte seitdem auf den richtigen Zeitpunkt für eine Veröffentlichung, sehe aber mittlerweile großen Handlungsbedarf.
Am 26. Juli 2018 erschien auf der Facebook-Seite von Emigrate ein Aufruf zur Bewerbung als Statist für den bereits eine Woche später geplanten Videodreh gemeinsam mit Benjamin Kowalewicz und Ian D'Sa von Billy Talent.
Am 19. Oktober 2018 veröffentlichte Kruspe die erste Singleauskopplung 1234 vom dritten Emigrate-Album A Million Degrees. Das Album kündigte er für den 30. November 2018 an. Den Leadgesang bei 1234 übernimmt der kanadische Billy-Talent-Sänger Benjamin Kowalewicz. Produzent des Albums war Sky van Hoff.
Im September 2021 wurde mit Freeze My Mind die erste Single des vierten Studioalbums The Persistence of Memory ausgekoppelt, das am 12. November 2021 veröffentlicht wurde. Am 24. September kam als weitere Vorabauskopplung der Song You Can't Run Away heraus.

## Diskografie

### Alben
| Jahr | Titel                     | Höchstplatzierung, Gesamtwochen, AuszeichnungChartplatzierungen (Jahr, Titel, Platzierungen, Wochen, Auszeichnungen, Anmerkungen) | Höchstplatzierung, Gesamtwochen, AuszeichnungChartplatzierungen (Jahr, Titel, Platzierungen, Wochen, Auszeichnungen, Anmerkungen) | Höchstplatzierung, Gesamtwochen, AuszeichnungChartplatzierungen (Jahr, Titel, Platzierungen, Wochen, Auszeichnungen, Anmerkungen) | Anmerkungen                             |
| Jahr | Titel                     | DE | AT | CH | Anmerkungen                             |
| ---- | ------------------------- | --- | --- | --- | --------------------------------------- |
| 2007 | Emigrate                  | DE8 (5 Wo.)DE | AT28 (4 Wo.)AT | CH18 (6 Wo.)CH | Erstveröffentlichung: 31. August 2007   |
| 2014 | Silent So Long            | DE28 (1 Wo.)DE | AT55 (1 Wo.)AT | CH30 (1 Wo.)CH | Erstveröffentlichung: 14. November 2014 |
| 2018 | A Million Degrees         | DE30 (1 Wo.)DE | AT70 (1 Wo.)AT | CH38 (1 Wo.)CH | Erstveröffentlichung: 30. November 2018 |
| 2021 | The Persistence of Memory | DE39 (1 Wo.)DE | — | — | Erstveröffentlichung: 12. November 2021 |

### Singles
- 2007: My World (Promo-Single)
- 2007: New York City (UK-Single)
- 2008: Temptation
- 2014: Get Down (Promo-Single)
- 2014: Eat You Alive
- 2018: 1234 (Promo-Single)
- 2019: You Are So Beautiful (Acoustic)
- 2019: War
- 2021: Freeze My Mind
- 2021: You Can’t Run Away
- 2021: Always on My Mind